# 孫文學校
孫文學校（Sun Yat-Sen School, 譯意為孫逸仙學校），是中國國民黨在洪秀柱於2016年擔任正主席期間，設在中華民國台北市的政治組織，參與者非以國民黨成員為限，也非國民黨編制內之組織，所有人員及運作經費均由其自身處理。該校目前已經在美國國內被登記為非營利組織，在台灣也以孫文教育協會的名義登記為社團法人。該校現任總校長為前國立台灣大學政治學系教授張亞中老師。

## 簡史

### 背景
有人認為孫文學校的前身可能是中山學校。中山學校宣稱其於1982年被創建且得到美國國內分別來自於越南、柬埔寨、緬甸及老撾的華僑所支持，該校宣稱其以在適應美國教育體制的情況下弘揚中華傳統文化等等為目標，其所營運的網站在2013年7月仍會顯示相關資料。然而，如果在2014年1月造訪其所營運的網站，只會顯示空白頁面。

### 成立
2016年中華民國總統副總統及立法委員選舉失敗之後，國民黨在中常會上通過了相關改革決議，其中就包括決定成立孫文學校。該校在同年11月12日（國父誕辰紀念日）被成立。

### 被停止運作
2017年7月7日，張亞中批評了國民黨主席當選人吳敦義，後者於7月8日作出回批。這件事情導致姚江臨等二十四名中常委委員在中常會提案中要求把孫文學校全部人員免職。7月12日國民黨召開中常會時，國民黨宣稱其已暫停孫文學校運作，孫文學校表示其不會因此而休息。國民黨代理主席林政則於7月13日表示孫文學校仍將於當晚進行活動。
7月17日，張亞中在接受訪問時表示他不會因孫文學校被停止運作一事而退出國民黨。7月19日，國發院長林忠山表達了對於孫文學校及張亞中的支持之意，但支持吳敦義副主席的挺吳派中常委堅持撤換張亞中這一立場，藍天行動聯盟的十多個成員則於當天下午在國民黨中山廳外面聲援張亞中。7月21日，孫文學校發表聲明，其指責國民黨中央「聽不進忠言」等等。

### 近年情況
2017年10月9日，孫文學校表示會推舉候選人參與六都縣市長的黨內初選。民進黨籍立法委員林俊憲則在臉書上發文諷刺了洪秀柱等人。
2018年3月12日，張亞中帶領孫文學校人員前去南京市進行謁陵儀式。同年11月19日，台北地方法法院在審理關於孫文學校涉嫌在其位於台大校園的辦公室內進行拉票行動一事的案件之後，命令張亞中歸還場地和支付未付租金等等。
2024年7月，孫文學校所營運的官方網站已經成為一間名為無錫鼎翰科技有限公司的企業所營運的一個網站。如果在當時造訪該網站，會顯示該公司相關資料。

## 宗旨
- 一個主義：三民主義
- 兩個連結：理念與實踐的連結、海內外華人的連結
- 三大工作方向：深耕中華文化、弘揚孫文思想、創造兩岸和合
- 四大政治目標：強化認同、贏回政權、簽署兩岸和平協議、振興中華
- 五大價值信念：和平、開放、共和、均富、道德

## 組織架構
該校曾在台灣設立七個地方性分院，也在籌設全球的分校與分院，其也在美國、泰國、馬來西亞、澳洲等地，以及中國大陸、香港、澳門陸續成立分院或校友會。

## 爭議

### 被指控在校園內進行拉票行動
2017年5月，有台大領袖學程學生來到原先學程辦公室，發現其變成孫文學校所使用的場地，他聲稱裡面的人員在為國民黨副主席洪秀柱委員競選國民黨正主席一事而拉票，其後台大校方宣佈因其認為孫文學校進行違規的政治活動一事而決定收回該地方，而孫文學校總校長張亞中教授於5月11日聲稱台大被誤導。他聲稱這是政治迫害，其聲稱他們有繳交房租。張亞中聲稱有團體借用這個場地來舉辦聚會，期間有人私下用電話與朋友聊天，另一方面，台大主任秘書林達德表示，這個場地是張亞中提出申請的計畫辦公室，不久之前通過申請，但之後經過審查之後發現該場地有被出借給他人使用，此舉已經違反台大相關規定，因而啟動關於收回對於該場地的使用權一事的程序。

## 評價

### 正面評價
2024年5月16日，中國國民黨革命委員會中央委員會主席鄭建邦副委員長在會見張亞中總校長等人期間對張亞中總校長及孫文學校 堅定維護九二共識和反對台獨等行為 表達讚賞之意。

### 負面評價
國民黨黨員汪念葶政評員曾經撰文聲稱 孫文學校雖能凝聚人心，但在舉措上有五個主要缺失，例如未能解答如何使三民主義的理念適應現今社會等問題、不願意創造共容的局面和未能找到能被用以吸引年輕人的方法。

## 外部連結
- 孫文學校（页面存档备份，存于）（註：原有連結已經失效，在2024年10月，其為一間名為永州綸菲商貿有限公司的企業所營運的網站，如果在當時造訪該網站，會顯示空白頁面。目前該網站無法被造訪。）